# アルフレズ・フィンボガソン
アルフレズ・フィンボガソン（Alfreð Finnbogason, 1989年2月1日 - ）は、アイスランド・レイキャヴィーク出身の同国代表のサッカー選手。ポジションはFW。KASオイペン所属。日本語では“アルフレッド”・フィンボガソンと表記される場合もある。

## クラブ経歴
レイキャヴィークで生まれると、Ungmennafélagið Fjölnirのユースチームでプレー。また、父親がスコットランドの首都エディンバラの大学で勉強をしていたため、幼少期に一時期過ごしていた。 その際に、評判の少年サッカークラブのハッチソン・ヴェイルFCでプレーし、ハイバーニアンFCのファンになった。

### ブレイザブリク
2005年にブレイザブリクUBKへ加入。将来代表でプレーするトッテナム・ホットスパーFCのギルフィ・シグルズソン, AZアルクマールのヨハン・ベルグ・グドムンドソン, AEKアテネのエルファル・フレイル・ヘルガソン, IKスタルトのグズムンドゥル・クリスティアウンソンと共にクラブのユースチームで活躍した。
2008年にトップチームデビューを果たした。2009年は、ウルヴァルステイルトで18試合13得点を記録。この結果から、シーズンの終わりに今年の最優秀若手選手賞に選ばれた。 また、クラブ史上初タイトルとなるアイスランド・カップを獲得した。
2009年シーズン後に、フィンボガソンはエリテセリエンのバイキングFK, フットボールリーグ・チャンピオンシップのブラックプールFC, ジュピラーリーグのKRCヘンクのトライアルを受けた。
2010年にフィンボガソンは、14得点を記録し3人同時での得点王と最優秀選手賞を獲得し、クラブのリーグ初優勝に貢献した。また、クラブは初めてUEFAヨーロッパリーグに参加し、スコティッシュ・プレミアリーグのマザーウェルFCと対戦した。

### ロケレン
2010年11月3日、ブレイザブリクはジュピラーリーグのスポルティング・ロケレンのフィンボガソンへのオファーを受け入れた。 メディカルチェック完了後、フィンボガソンは2011年11月20日にロケレンと2年半の契約を結んだ。
フィンボガソンは、2011年1月23日のKAAヘント戦で途中出場し移籍後デビューをした。2月12日のシャルルロワSC戦で初ゴールを決め、引き分けに持ち込んだ。

### ヘルシンボリ
2012年3月6日に、2012年8月15日までの6ヶ月のローン移籍でアルスヴェンスカン王者のヘルシンボリIFへ加入した。 ローン期間終了までの間にフィンボガソンは、17試合で12得点とハイペースで得点を量産し、チーム内トップの得点を記録した。また、UEFAチャンピオンズリーグ 2012-13予選3回戦でエクストラクラサ王者のシロンスク・ヴロツワフ相手に1得点5アシストと全ての得点に絡む大活躍で6-1の勝利に貢献した。

### ヘーレンフェーン
SCヘーレンフェーンとロケレンはクラブ間合意に達した後、2012年8月16日にフィンボガソンは、エールディヴィジのSCヘーレンフェーンに3年契約で移籍した。
2014年3月22日、NECナイメーヘンとの一戦で1得点を挙げ、加入2年足らずでヘラルト・シボンが持っていたヘーレンフェーンの歴代最多得点記録を上回った。その後も得点を重ね、シーズン29ゴールを挙げ初の得点王に輝いた。オランダでの二年間でのリーグ戦で64試合53ゴールという成績を残した。

### レアル・ソシエダ
2014年7月2日、レアル・ソシエダへの移籍が発表された。

### アウクスブルク
2016年2月1日、FCアウクスブルクに移籍した。

### リンビー
2022年9月1日、リンビーBKに1年契約で移籍した。

### オイペン
2023年8月18日、KASオイペンに移籍した。

## 代表経歴
フィンボガソンはU-21代表で9試合5得点を記録。2009年9月8日、UEFA U-21欧州選手権2011グループ5・北アイルランドコールレーンのショーグラウンドで行われたU-21北アイルランド代表戦で初得点を記録、6-2で勝利した。
11月13日、サンマリノセラヴァッレのスタディオ・オリンピコ (サンマリノ)で行われたグループ5のU-21サンマリノ代表戦で2得点を記録、6-0で勝利した。
2010年3月21日にホームにフェロー諸島代表を迎えた親善試合でA代表デビューを果たすと、2010年11月17日親善試合のイスラエル代表戦で初得点を記録した。
2018年のFIFAワールドカップにA代表が初出場し、アルゼンチンを相手にチームの初得点を挙げている。

## 個人成績

### クラブでの出場記録
| クラブ成績   | クラブ成績       | クラブ成績            | リーグ | リーグ | カップ         | カップ         | リーグ杯 | リーグ杯 | 国際大会   | 国際大会   | 通算 | 通算 |
| シーズン     | クラブ           | リーグ                | 出場   | 得点   | 出場           | 得点           | 出場     | 得点     | 出場       | 得点       | 出場 | 得点 |
| アイスランド | アイスランド     | アイスランド          | リーグ | リーグ | カップ         | カップ         | リーグ杯 | リーグ杯 | 国際大会   | 国際大会   | 通算 | 通算 |
| ------------ | ---------------- | --------------------- | ------ | ------ | -------------- | -------------- | -------- | -------- | ---------- | ---------- | ---- | ---- |
| 2007         | オーグナブリック | 3. テイルト・カルトラ | 2      | 2      | —              | —              | —        | —        | —          | —          | 2    | 2    |
| 2008         | ブレイザブリク   | ウルヴァルステイルト  | 4      | 1      | 1              | 0              | 3        | 0        | —          | —          | 8    | 1    |
| 2009         | ブレイザブリク   | ウルヴァルステイルト  | 18     | 13     | 4              | 2              | 4        | 0        | —          | —          | 26   | 15   |
| 2010         | ブレイザブリク   | ウルヴァルステイルト  | 21     | 14     | 1              | 0              | 6        | 5        | 2          | 0          | 30   | 19   |
| ベルギー     | ベルギー         | ベルギー              | リーグ | リーグ | ベルギー杯     | ベルギー杯     | リーグ杯 | リーグ杯 | ヨーロッパ | ヨーロッパ | 通算 | 通算 |
| 2010-11      | ロケレン         | ジュピラーリーグ      | 15     | 3      | —              | —              | —        | —        | —          | —          | 15   | 3    |
| 2011-12      | ロケレン         | ジュピラーリーグ      | 7      | 1      | 3              | 2              | —        | —        | —          | —          | 10   | 3    |
| スウェーデン | スウェーデン     | スウェーデン          | リーグ | リーグ | スウェーデン杯 | スウェーデン杯 | リーグ杯 | リーグ杯 | ヨーロッパ | ヨーロッパ | 通算 | 通算 |
| 2012         | ヘルシンボリ     | アルスヴェンスカン    | 17     | 12     | 1              | 0              | —        | —        | 4          | 1          | 22   | 13   |
| オランダ     | オランダ         | オランダ              | リーグ | リーグ | KNVB杯         | KNVB杯         | リーグ杯 | リーグ杯 | ヨーロッパ | ヨーロッパ | 通算 | 通算 |
| 2012-13      | ヘーレンフェーン | エールディヴィジ      | 33     | 24     | 2              | 4              | —        | —        | —          | —          | 35   | 28   |
| 2013-14      | ヘーレンフェーン | エールディヴィジ      | 31     | 29     | 3              | 2              | —        | —        | —          | —          | 34   | 31   |
| 総通算       | 総通算           | 総通算                | 146    | 99     | 15             | 10             | 13       | 5        | 6          | 1          | 180  | 115  |

## 代表歴

### 出場大会
- アイスランド代表
  - 2018 FIFAワールドカップ

### 試合数
- 国際Aマッチ 73試合 18得点（2010年-）[14]

| アイスランド代表 | 国際Aマッチ | 国際Aマッチ |
| 年               | 出場        | 得点        |
| ---------------- | ----------- | ----------- |
| 2010             | 2           | 1           |
| 2011             | 4           | 0           |
| 2012             | 6           | 2           |
| 2013             | 8           | 1           |
| 2014             | 3           | 1           |
| 2015             | 7           | 2           |
| 2016             | 10          | 4           |
| 2017             | 5           | 0           |
| 2018             | 7           | 4           |
| 2019             | 5           | 0           |
| 2020             | 4           | 0           |
| 2021             | 0           | 0           |
| 2022             | 2           | 0           |
| 2023             | 10          | 3           |
| 通算             | 73          | 18          |

### 得点
スコア欄はアイスランドの得点を左側に記している
| #   | 日付           | 場所           | スタジアム                           | 相手               | スコア | 結果 | 大会                                   |
| --- | -------------- | -------------- | ------------------------------------ | ------------------ | ------ | ---- | -------------------------------------- |
| 1.  | 2010年11月17日 | テルアビブ     | ブルームフィールド・スタジアム       | イスラエル         | 1–3    | 2–3  | 親善試合                               |
| 2.  | 2012年2月29日  | ポドゴリツァ   | スタディオン・ポド・ゴリツォム       | モンテネグロ       | 1–1    | 1–2  | 親善試合                               |
| 3.  | 2012年9月7日   | レイキャビーク | ラウガルタルスヴェルル               | ノルウェー         | 2–0    | 2–0  | 2014 FIFAワールドカップ予選            |
| 4.  | 2013年7月7日   | レイキャビーク | ラウガルタルスヴェルル               | スロベニア         | 2–1    | 2–4  | 2014 FIFAワールドカップ予選            |
| 5.  | 2014年11月12日 | ブリュッセル   | ボードゥアン国王競技場               | ベルギー           | 1–1    | 1–3  | 親善試合                               |
| 6.  | 2015年11月13日 | ワルシャワ     | ワルシャワ国立競技場                 | ポーランド         | 2–2    | 2–4  | 親善試合                               |
| 7.  | 2015年11月17日 | ジリナ         | シュタディオーン・ポド・ドゥベニョム | スロバキア         | 1–0    | 1–3  | 親善試合                               |
| 8.  | 2016年6月6日   | レイキャビーク | ラウガルタルスヴェルル               | リヒテンシュタイン | 3–0    | 4–0  | 親善試合                               |
| 9.  | 2016年9月5日   | キエフ         | オリンピスキ・スタジアム             | ウクライナ         | 1–0    | 1–1  | 2018 FIFAワールドカップ予選            |
| 10. | 2016年10月6日  | レイキャビーク | ラウガルタルスヴェルル               | フィンランド       | 2–2    | 3–2  | 2018 FIFAワールドカップ予選            |
| 11. | 2016年10月9日  | レイキャビーク | ラウガルタルスヴェルル               | トルコ             | 2–0    | 2–0  | 2018 FIFAワールドカップ予選            |
| 12. | 2018年6月2日   | レイキャビーク | ラウガルタルスヴェルル               | ノルウェー         | 1–1    | 2–3  | 親善試合                               |
| 13. | 2018年6月7日   | レイキャビーク | ラウガルタルスヴェルル               | ガーナ             | 2–0    | 2–2  | 親善試合                               |
| 14. | 2018年6月16日  | モスクワ       | オトクリティ・アリーナ               | アルゼンチン       | 1–1    | 1–1  | 2018 FIFAワールドカップ                |
| 15. | 2018年10月15日 | レイキャビーク | ラウガルタルスヴェルル               | スイス             | 1–2    | 1–2  | UEFAネーションズリーグ2018-19・リーグA |
| 16. | 2023年6月17日  | レイキャビーク | ラウガルタルスヴェルル               | スロバキア         | 1–1    | 1–2  | UEFA EURO 2024予選                     |

## タイトル
- ウルヴァルステイルト最優秀若手選手賞 : 2009
- ウルヴァルステイルト最優秀選手賞 : 2010
- ウルヴァルステイルト得点王 : 2010
- エールディヴィジ得点王 : 2013-14